# حمى الببغاوات
حمى الببغاء أو داء الطيور - هو من الأمراض المعدية لالبشر الناجمة عن البكتيريا يسمى المتدثرة الببغائية و ينتقل من التعامل مع الببغاوات المصابة، مثل الماكاو، الكوكاتيل، طيور البادجي بالإضافة للحمام والبط، الدجاج وطيور النورس والعديد من أنواع الطيور الأخرى. يُعتقد أن الإصابة بالعدوى في طيور الكناري والحسونيات أقل مما هي عليه في الببغاوات .
في سياقات معينة، يتم استخدام الكلمة عندما يحمل المرض في أي نوع من الطيور التي تنتمي إلى عائلة Psittacidae (المعاكيف)، في حين يتم استخدام Ornithosis عندما تحمل الطيور الأخرى المرض.

## في البشر

### العلامات والأعراض
في البشر، بعد فترة حضانة من 5 إلى 19 يومًا، تتراوح أعراض المرض من مرض بدون أعراض إلى مرض عام مع التهاب رئوي حاد. يظهر بشكل رئيسي على أنه التهاب رئوي غير نمطي. في الأسبوع الأول من حمى الببغاوات، الأعراض تشابه حمى التيفوئيد و تتضمن حمى عالية، آلام في المفاصل ، الإسهال ، التهاب ملتحمة العين ، نزف الأنف ، و منخفض من إنخفاض مستوى خلايا الدم البيضاء .  يمكن أن تظهر بقع وردية تسمى بقع هوردر.  تضخم الطحال شائع في نهاية الأسبوع الأول. قد تتطور لعدوى رئوية خطيرة. يمكن الاشتباه في التشخيص في حالة الإصابة بعدوى الجهاز التنفسي المصاحبة لتضخم الطحال و / أو الرعاف. يمكن أن يكون الصداع شديدًا لدرجة أنه يشير إلى التهاب السحايا وبعض التصلب القفوي ليس بالأمر غير المعتاد. قرب نهاية الأسبوع الأول، يمكن أن يؤدي السبات أو حتى الغيبوبة في الحالات الشدديدة.
الأسبوع الثاني هو أقرب إلى الالتهاب الرئوي البكتيري الحاد يتضمن حمى شديدة والصداع والسعال وضيق التنفس . تظهر الأشعة السينية تسللًا مرقط أو بياض منتشر في حقول الرئة.
المضاعفات على شكل التهاب الشغاف ، والتهاب الكبد ، والتهاب عضلة القلب ، والتهاب المفاصل ، والتهاب القرنية والملتحمة (في بعض الأحيان سرطان الغدد الليمفاوية في المنطقة الحدية خارج الغدة الدمعية / المدار)  ، وقد تحدث أحيانًا مضاعفات عصبية ( التهاب الدماغ ). قد يحدث أيضًا التهاب رئوي حاد يتطلب العناية المركزة. تم الإبلاغ عن حالات قاتلة (أقل من 1٪ من الحالات).

### طريق النقل
يمكن أن تنتقل بكتيريا Chlamydia psittaci التي تسبب حمى الببغاوات عن طريق التلامس من الفم إلى المنقار، أو من خلال استنشاق غبار الريش أو البراز الجاف أو إفرازات الجهاز التنفسي للطيور المصابة .  انتقال العدوى من شخص لآخر ممكن، لكنه نادر.

### التشخيص
يُظهر تحليل الدم عادةً عددًا طبيعيًا من الخلايا البيضاء، ولكن تظهر زيادة الكريات البيضاء الملحوظة في بعض الأحيان. إنزيمات الكبد غير طبيعية في نصف المرضى، مع ارتفاع طفيف في إنزيم AST. إرتفاع معدل ترسيب كرات الدم الحمراء والبروتين التفاعلي C بشكل ملحوظ. يجب تفريق التشخيص من التيفوس والتيفوئيد والالتهابات الرئوية غير النمطي بواسطة الميكوبلازما أو الليجيونيلا أو حمى كيو . وجود أدلة تعرض للمرض مهم للتشخيص. يشمل التشخيص زراعة ميكروبيولوجية لإفرازات الجهاز التنفسي للمرضى أو مصليًا مع إرتفاع الأجسام المضادة بمقدار أربعة أضعاف أو أكبر ضد بكتيريا C. psittaci في عينات الدم مع الأخذ بعين الإعتبار أعراض المرض. في الحالات المثالية يمكن رؤية شوائب تسمى «أجسام Leventhal-Cole-Lillie»  داخل الاجسام البالعة المناعية في سائل غسل القصبات الهوائية. تعتبر زراعة C. psittaci خطرة ويجب إجراؤها فقط في مختبرات مجهزة بمعايير سلامة بيولوجية خاصة.

### العلاج
يتم علاج العدوى بالمضادات الحيوية . التتراسيكلين والكلورامفينيكول هما الاختيار الأمثل لعلاج المرضى.  يستجيب معظم الناس للعلاج الفموي بالدوكسيسيكلين أو التتراسيكلين هيدروكلوريد أو الكلورامفينيكول بالميتات. للعلاج الأولي للمرضى المصابين بأمراض خطيرة، يمكن إعطاء هيكلات الدوكسيسيكلين عن طريق الوريد . عادة ما تكون استجابة الأعراض واضحًة في غضون 48-72 ساعة. ومع ذلك، يمكن أن يحدث الانتكاس، ويجب أن يستمر العلاج لمدة 10-14 يومًا على الأقل بعد انحسار الحمى.

### علم الأوبئة
تم الإبلاغ عن حمى الببغاءات لأول مرة في أوروبا عام 1879. 
في عام 1929 ، انتشر حمى الببغائية على نطاق واسع في الولايات المتحدة. على الرغم من أنه ليس أول تقرير عن حمى الببغاءات في الولايات المتحدة، إلا أنه كان الأكبر حتى ذلك الوقت. أدى ذلك إلى وضع مزيد من الضوابط على استيراد الببغاوات الأليفة.  أدت تداعيات تفشي المرض وكيفية التعامل معه إلى إنشاء المعاهد الوطنية للصحة . 
من عام 2002 حتى عام 2009 ، تم الإبلاغ عن 66 حالة إصابة بشرية بحمى الببغاوات إلى مراكز السيطرة على الأمراض والوقاية منها، وكان معظمها ناتجًا عن التعرض لطيور أليف مصابة، وعادة ما تكون الكوكاتيل و الدرة و المكاو. ربما حدثت العديد من الحالات التي لم يتم تشخيصها أو الإبلاغ عنها بشكل صحيح. أصحاب الطيور وموظفو متاجر الحيوانات الأليفة وحراس حدائق الحيوان والأطباء البيطريون معرضون لخطر الإصابة أكثر من غيرهم. تم الإبلاغ عن بعض حالات تفشي مرض الببغائية في مصانع تجهيز لحوم الدواجن.

## في الطيور

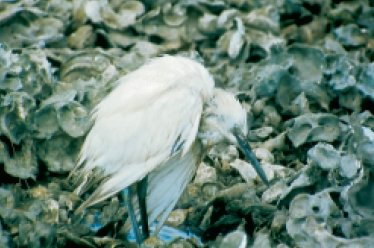
صوص مالك الحزين الأزرق مصاب بحمى الببغاوات.

في الطيور، يشار إلى عدوى المتدثرة الببغائية باسم داء خمى للطيور. تطرح الطيور المصابة البكتيريا من خلال البراز وإفرازات الأنف، والتي يمكن أن تظل معدية لعدة أشهر. تظل العديد من السلالات هادئة في الطيور حتى يتم تنشيطها تحت الإرهاق. الطيور هي ناقلات ممتازة وعالية الحركة لتوزيع عدوى المتدثرة لأنها تتغذى على بقايا الحيوانات المصابة من جميع الأنواع ويمكنها الوصول إليها.

### الأعراض
غالبًا ما تكون أعراض المطثية الببغائية في الطيور عامة ويمكن أن تكون العدوى غير واضحة أو شديدة أو حادة أو مزمنة مع تناثر فيروسي متقطع. تشمل العلامات عند الطيور «التهاب العيون وصعوبة التنفس وفضلات سائلة وتغير لون اليوريت إلى الأخضر». 

### التشخيص
قد يكون التشخيص الأولي من خلال الأعراض، ولكن يتم تأكيده عادةً عن طريق اختبار مولد الضد والأجسام المضادة . يتوفر أيضًا اختبار قائم على تفاعل البلمرة المتسلسل . على الرغم من أن أيًا من هذه الاختبارات يمكن أن يؤكد داء الببغائية، إلا أن النتائج السلبيات الكاذبة ممكنة، لذلك يوصى بمجموعة من الاختبارات السريرية والمخبرية قبل منح الطائر شهادة صحية تظهر خلوه من المرض.  قد يموت الطير المصاب في غضون ثلاثة أسابيع.

### علم الأوبئة
تحدث العدوى عادةً عن طريق التعرض لفضلات طائر آخر مصاب، على الرغم من أنه يمكن أيضًا أن ينتقل عن طريق الريش والبيض،  وعادة ما يتم استنشاقه أو بلعه. 
تصيب سلالات C. psittaci في الطيور الخلايا المخاطية والضامة في الجهاز التنفسي. يظهر تسمم الدم في النهاية وتصبح البكتيريا متموضعة في الخلايا المخاطية والضامة في معظم الأعضاء وملتحمة العين والجهاز الهضمي. يمكن أيضًا أن ينتقل في البيض. عادة ما يؤدي الإجهاد إلى ظهور الأعراض الشديدة، مما يؤدي إلى التدهور السريع والوفاة. سلالات C. psittaci متشابهة في الشدة المرضية، وتنمو بسهولة عند الزراعة في الخلايا، وتحتوي على جينات 16S-rRNA تختلف بنسبة <0.8٪، وتنتمي إلى ثمانية أمصال معروفة. يجب اعتبار أن جميعها قابلة للانتقال بسهولة إلى البشر.
يعتبر C. psittaci serovar A متوطنا بين طيور المعاكيف وقد تسبب في مرض حيواني المنشأ منفرد في البشر والثدييات الأخرى والسلاحف . يعتبر Serovar B متوطنًا بين الحمام، وقد تم عزله عن الديوك الرومية، كما تم تحديده على أنه سبب الإجهاض في قطيع الأبقار المنتجة للحليب. يعتبر Serovars C و D من المخاطر المهنية لعمال المسالخ وللأشخاص الذين هم على اتصال بالطيور. تم الحصول على عزلات Serovar E (المعروفة باسم Cal-10 أو MP أو MN) من مجموعة متنوعة من الطيور في جميع أنحاء العالم، وعلى الرغم من أنها كانت مرتبطة بتفشي المرض بين عشرينيات وثلاثينيات القرن الماضي في البشر، إلا أنه لم يتم تحديد كائن مخزن محدد للمصل E . تم عزل مصل M56 و WC أثناء تفشي المرض في الثدييات.

### العلاج
عادة ما يكون العلاج بالمضادات الحيوية، مثل الدوكسيسيكلين أو التتراسيكلين والإنروفلوكساسين، ويمكن إعطاؤه من خلال قطرات في الماء أو الحقن أو فمويا بشكل مباشر  العديد من سلالات C. psittaci عرضة للعاثيات .

## الاستخدم كسلاح بيولوجي
كان داء Psittacosis واحدًا من أكثر من عشرة أمراض بحثت عنها الولايات المتحدة كأسلحة بيولوجية محتملة قبل أن توقف الدولة برنامج أسلحتها البيولوجية . 

## خسائر ملحوظة
توفيت لينا روز ببردين عام 1930 من حمى الببغاء. كانت الزوجة الأولى لجورج ببردين، مؤسس جامعة ببردين . 

## روابط خارجية
- Psittacosis on Birds n Ways